# Cerro La Silleta (Sucre)
El Cerro La Silleta es una formación de montaña ubicada en una exclusiva región natural al suroeste de Cumanacoa, Sucre, Venezuela. A una altitud promedio de 2.170 m s. n. m. el Cerro La Silleta es una de las montañas más altas en Sucre.

## Ubicación
El Cerro La Silleta está ubicado en el corazón de la Zona Protectora Macizo Montañoso del Turimiquire en la Región natural Cordillera Oriental, parte del sistema montañoso nororiental de la cordillera de la Costa venezolana. El acceso se obtiene por una extensa travesía por cualquiera de varios caseríos que rodean la montaña al oeste de la carretera panamericana, al sur de Cumanacoa. Otro acceso menos populado es viajar al este a partir del embalse de Turimiquire.